# Траминер
Траминер (на немски: Gewürztraminer), известен и като Гевюрцтраминер и Розов траминер е бял винен сорт грозде, с произход района на Тирол, Австрия и Южен Тирол, Италия. Наименованието си получава от името на селището Tramin/Termeno в Южен Тирол, Италия. Освен в Австрия (700 ха) и Италия (500 ха), е разпространен и в Германия (831 ха), Франция (3040 ха), Швейцария (50 ха), Люксембург (19,4 ха), Хърватия (200 ха), Унгария, България, Румъния, Словакия, Украйна, САЩ (1500 ха), Канада, ЮАР (300 ха), Нова Зеландия (316 ха) и др. В България е райониран, но засадените площи от него са ограничени – основно в Североизточна България.
Първоначалният сорт е траминер, който е подобен на гевюрцтраминера, но е със светло зелено грозде и не е толкова ароматен. Подобно на фамилията пино, траминерът е силно склонен към мутация. „Гевюрцтраминер“ се налага като име за една такава мутационна форма с червеникав цвят – Musque. Представката „гевюрц“ означава на немски „подправка“. В някои страни като Германия, Италия, Австрия, Румъния, България и Австралия названието „траминер“ се е наложило в употреба и се използва като синоним на „гевюрцтраминер“.
Сортът е познат и с наименованията: Traminer Musque, Traminer Parfume, Aromatico, Rusa, Traminac, Tramini, Rousselet, Edeltraube, Savagnin Rose, Traminer Aromatique и Roter Traminer и др.
Ранозреещ до среднозреещ сорт: гроздето узрява в началото и средата на септември. Има среден растеж, висока родовитост и дава среден добив. Средният добив от декар е около 700 – 800 кг. Устойчив на ниски зимни температури, но е чувствителен на суша. За него са подходящи сравнително по-богати, хумусно-карбонатни, достатъчно влагозапасени почви в по-хладните, проветриви хълмисти терени. Сортът не е устойчив на гъбни болести, напада се от пероноспора и оидиум и при дъждовна есен гроздето загнива.
Гроздът е малък до много малък (100 гр.), коничен, понякога крилат, сбит. Зърната са дребни, овални, сиво-розови и жълтеникаво-червени до червеникави, покрити с обилен восъчен налеп. Кожицата е дебела и жилава. Месото е сочно, сладко и ароматно.
От гроздето се получават много ароматни, висококачествени бели сухи, полусухи и сладки вина и шампански виноматериали. Сортовите вина се отличават със златистожълт цвят, високо алкохолно съдържание и екстракт, и силен сладникав аромат с преобладаващи нотки на цветя и екзотични плодове, който се развива при отлежаване. При по-прохладен климат, и когато плодовете са заразени с благородна плесен, от ботритизираното грозде могат да се получат изключително сладки вина с наситения, характерен за сорта аромат.